# Natalla Misiula
Natalla Uładzimirowna Misiula, z d. Dmitraczenka (biał. Наталля Уладзіміраўна Місюля (Дмітрачэнка), ur. 16 kwietnia 1966 w miejscowości Pestunica w rejonie witebskim Białoruskiej SSR) – białoruska lekkoatletka specjalizująca się w chodzie sportowym, halowa mistrzyni Europy z 1987, dwukrotna olimpijka. Startowała w barwach Związku Radzieckiego do czasu jego rozpadu.

## Kariera sportowa
Jako reprezentantka Związku Radzieckiego zwyciężyła w chodzie na 3000 metrów na halowych mistrzostwach Europy w 1987 w Liévin, wyprzedzając Giulianę Salce z Włoch i Monicę Gunnarsson ze Szwecji.
Od 1992 reprezentowała Białoruś. Zajęła 17. miejsce w chodzie na 10 kilometrów na mistrzostwach świata w 1993 w Stuttgarcie, 6. miejsce w tej konkurencji na mistrzostwach Europy w 1994 w Helsinkach i 18. miejsce na mistrzostwach świata w 1995 w Göteborgu.
Zajęła 17. miejsce w chodzie na 10 kilometrów na igrzyskach olimpijskich w 1996 w Atlancie i 10. miejsce na tym dystansie na mistrzostwach Europy w 1998 w Budapeszcie.
Od 1999 na najważniejszych imprezach międzynarodowych kobiety rywalizowały w chodzie na 20 kilometrów zamiast na 10 kilometrów. Na tym nowym dystansie Misiula zajęła 14. miejsce na mistrzostwach świata w 1999 w Sewilli i 9. miejsce na igrzyskach olimpijskich w 2000 w Sydney, a na mistrzostwach świata w 2005 w Helsinkach chodu na 20 kilometrów nie ukończyła.
Rekordy życiowe:
- chód na 5 kilometrów – 22:06, 13 września 2003, Hildesheim
- chód na 10 kilometrów – 42:13, 8 maja 1999, Eisenhüttenstadt
- chód na 20 kilometrów – 1:28:24, 12 maja 2000, Soligorsk

## Rodzina
Jej mąż Jauhienij Misiula był również znanym chodziarzem, medalistą mistrzostw świata i Europy, trzykrotnym olimpijczykiem.